# Il posto delle fragole
Il posto delle fragole (Smultronstället) è un film scritto e diretto da Ingmar Bergman nel 1957 che ricevette numerosi premi tra cui l'Orso d'oro al Festival di Berlino, il premio della critica a Venezia, il National Board of Review statunitense, la candidatura all'Oscar per la migliore sceneggiatura originale, il Golden Globe della stampa estera di Hollywood, il Premio Bodil danese per il miglior film europeo, il "Gran Premio" della cinematografia norvegese, il premio dell'Associazione critici britannici, il primo premio al Festival argentino del Mar de la Plata e il Nastro d'argento italiano.

## Trama
Il film inizia con la voce fuori campo del protagonista, il dottor Isak Borg:
Il vecchio e illustre professor Isak Borg viene insignito di un prestigioso premio accademico e dovrà recarsi a Lund per ritirarlo. La sua giornata inizia però con un incubo: egli si trova solo in una città sconosciuta dove gli orologi sono privi di lancette. Un uomo cade a terra afflosciandosi su se stesso e un carro funebre cozza contro un lampione, facendo cadere sul selciato la bara che trasporta. Si vede una mano afferrare il professore per il braccio, tirandolo a sé ed egli riconosce nel volto del morto il proprio viso. Al risveglio, dopo aver chiesto la colazione alla governante, decide di non affrontare il viaggio in aereo bensì in automobile e la nuora Marianne si offre di condividere il viaggio con lui.
Durante il viaggio Marianne rimprovera al suocero l'avarizia nei confronti del figlio medico Evald e il suo egoismo:

Marianne: Vuoi una risposta onesta? 
Isak: Te lo sto chiedendo.

Marianne: Sei un egoista incallito, zio Isak. Sei davvero spietato; non hai mai ascoltato nessuno tranne te stesso. È ben nascosto dalla maschera di vecchio e dall'amabilità. Ma sei un egoista inflessibile. Il mondo potrebbe vederti come un grande filantropo. Noi che ti abbiamo visto da vicino lo sappiamo meglio. Non puoi ingannarci.»
Una deviazione dell'itinerario conduce i due alla casa dove Isak era andato in vacanza per vent'anni con nove tra fratelli e sorelle e dove il vecchio si lascia travolgere dai ricordi. Rivede come in sogno la cugina Sara, da lui un tempo amata, intenta a raccogliere le fragole per lo zio Aron, di cui ricorre l'onomastico. Durante l'episodio ricordato da Isak, a tavola due sorelline gemelle raccontano di aver visto il cugino Sigfrid baciare Sara, che si allontana piangendo.
Intanto una giovane, che somiglia molto a Sara, chiede a Isak un passaggio per sé e due suoi amici. Egli accetta e la vettura riparte; a una curva avviene uno scontro con un'auto che incrocia quella di Isak e da quella esce, illesa, una coppia che è accolta sulla macchina. Ripreso il viaggio, i due ospiti litigano in modo insopportabile e sono obbligati a scendere.
Lungo l'itinerario si trova la casa della mamma ultranovantenne di Isak e la comitiva, dopo essersi rifornita di benzina e aver pranzato in una trattoria, dove i due giovanotti discutono con veemenza sull'esistenza di Dio, la va a visitare. L'anziana donna, arida ma ancora vivace malgrado l'età, mostra a Isak e a Marianne vecchi giocattoli e vecchie foto, lamentandosi per la solitudine di cui soffre malgrado il cospicuo numero di nipoti e pronipoti.
Dopo la breve visita, si rimettono in viaggio e, mentre Marianne è alla guida, Isak si addormenta e viene colto da un nuovo spietato incubo. Sara, la giovane amata, lo costringe a guardare in uno specchio il proprio volto di anziano e lo informa che presto dovrà morire. Successivamente gli annuncia che sposerà Sigfrid e va in casa ad accudire il suo bambino. Isak bussa alla porta, ma viene ad aprirgli un severo insegnante che lo conduce in una classe per un surreale esame universitario: lo interroga contestandogli le risposte e dandogli dell'incompetente. Lo accusa poi di egoismo e incomprensione e gli infligge come condanna la solitudine. Poi lo conduce in una radura dove Isak, nascosto tra le fronde, ascolta una conversazione tra la moglie e il suo amante, in cui viene accusato come al solito di essere un uomo gelido e insensibile.
Quando il professore si risveglia dice a Marianne «Sono morto pur essendo vivo» e Marianne gli confida che i suoi rapporti con il marito sono difficili e che egli non vuole il figlio che lei attende. Il viaggio ha finalmente termine: Marianne e Isak arrivano a casa di Evald, dove trovano la governante, nel frattempo giunta in aereo. Inizia intanto la cerimonia nella chiesa di Lund. Tra gli squilli di tromba e il suono delle campane viene letta la formula in latino della premiazione: Isak Borg è proclamato preclarissimus medicinae doctor. Allora Isak, che sente essere cambiato qualcosa in lui, decide di trascrivere l'esperienza di quella giornata. Durante la sera tratta gentilmente la governante, cerca di far riconciliare la nuora con il figlio e quando si addormenta, sorridente e commosso, ricorda i momenti felici dell'infanzia e l'immagine dei genitori.

## Produzione
Il film fu girato fra gli studi della Svensk Filmindustri e la città di Lund, nello Skåne län (la regione più meridionale della Svezia).

## Distribuzione
La prima proiezione in patria avvenne il 26 dicembre 1957. Il film ottenne l’Orso d’oro al festival di Berlino del 1958. In Italia sono uscite due versioni in DVD del film, una nel 2002 e un'altra, rimasterizzata, nel 2005.

## Analisi del film

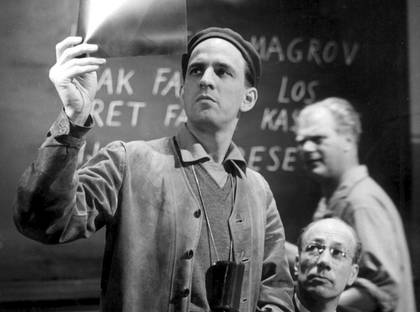
Ingmar Bergman e Gunnar Sjöberg durante la produzione de Il posto delle fragole

Il film, grazie al quale Bergman ha potuto imporsi sulla scena cinematografica internazionale, è fra i più conosciuti e apprezzati del regista. Il cast del film vede quasi tutti gli attori cari a Bergman. Il protagonista, Victor Sjöström, è un nome illustre del cinema svedese, nonché maestro professionale di Bergman, che lo aveva già voluto per un piccolo ruolo in Verso la gioia (1950). Nel 2000 Bergman omaggerà ancora il suo maestro, raccontando di lui in Bildmakarna.
Bergman scrisse la sceneggiatura durante un ricovero di due mesi al Karolinska Sjukhuset. La figura del protagonista ha una forte connotazione autobiografica: il trentasettenne Bergman si identifica nell’anziano dottore che, quasi alla fine della sua vita, dopo un sogno sconvolgente, si trova a fare un bilancio. Accanto alla figura professionale e pubblica di successo si cela l'egoismo, il gelo interiore e il fallimento della vita privata, che viene narrata chiaramente senza allegorie e simbolismo – ai quali il regista si affida in altri film come Il settimo sigillo. Le iniziali del nome del protagonista, Eberhard Isak Borg, suggerirà il regista, sono le stesse di Ernst Ingmar Bergman e il nome richiama, in svedese una fortezza (borg) di ghiaccio (IS-ak).
 Il personaggio viene affidato al regista e attore, molto noto in Svezia Victor Sjöström (1879-1960). Bergman lo considera il suo maestro, ma durante la prima parte della lavorazione il rapporto tra i due è molto difficile, forse perché Sjöstrom si sente incapace a causa della debolezza dell'età, ma in seguito si fonde con il personaggio che sente molto affine a se stesso (lo stesso Bergman scrive che Sjöström «ha preso il mio testo, lo ha fatto suo, lo ha investito con le proprie esperienze»).
La sequenza del primo incubo, con il suo funerale, ma senza il cocchiere, è un esempio dell'influenza di Sjöström, è infatti ispirata al suo film Il carretto fantasma (Körkarlen) del 1921, così come l'immagine dell'orologio senza lancette, che si trova nel film Karin Ingmarsdotter del 1920, sempre di Sjöström.
Il posto delle fragole è quindi una meditazione sulla vita e sulla morte: è un film che tratta dei ricordi della vita passata e dei rimpianti per le occasioni perdute di un'esistenza più felice ormai non più raggiungibile per l'imminenza della morte.

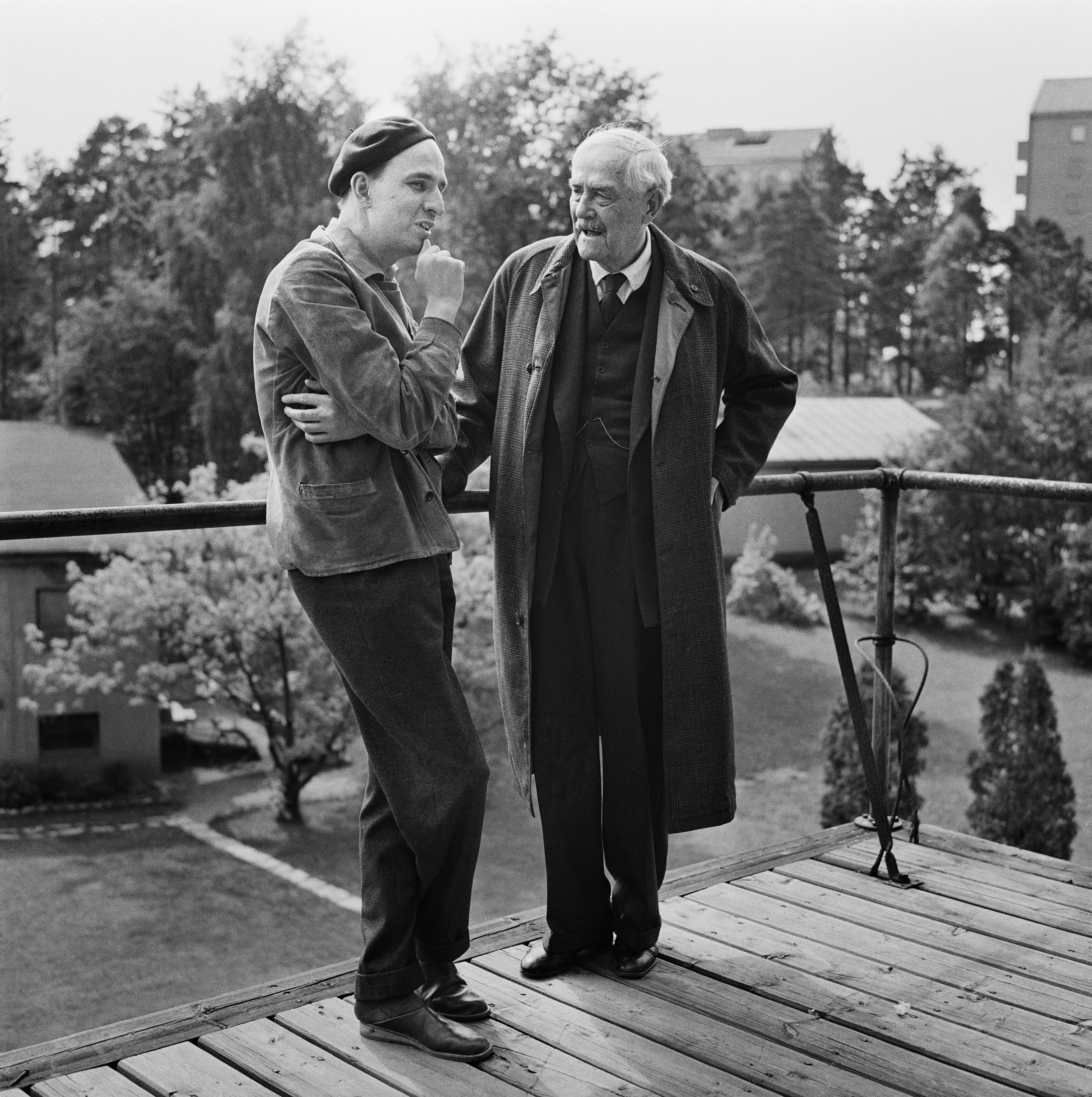
Bergman e Sjöström durante le riprese del film

Costruito in modo che la memoria s'intrecci con la realtà, a differenza di altri suoi film, questo non ha nulla di oscuro e i pochi simboli che lo percorrono sono molto chiari. Bergman anche in questo film si serve del topos del posto delle fragole, frutto che in Svezia rappresenta a pieno la primavera, per simboleggiare l'innocenza e l'ingenuità della prima età. Ed è proprio tramite l'incontro del dottore Isak Borg con le tappe fondamentali della sua adolescenza che egli giungerà a una sorta di catarsi spirituale e al tentativo di un cambiamento della sua vita.
Il posto delle fragole è un film sul tempo, protagonista del racconto, sul cambiamento che opera in noi, sulla paura della morte e sulla maschera che l'uomo si mette per risolvere le sue crisi nascondendo le passioni e i dolori.
Il tema della maschera, presente in molti film di Bergman, fa riferimenti chiari all'infanzia infelice del regista. Bergman, nella sua autobiografia scrive: «La famiglia di un prete vive come su un vassoio, senza alcuna protezione dagli sguardi estranei... Forgiai una personalità esteriore che aveva ben poco a che fare con il mio vero io. Non riuscendo a tenere separate la mia maschera e la mia persona, ne risentii il danno fin nella vita e nella creatività dell'età adulta. A volte dovevo consolarmi dicendo che chi è vissuto nella menzogna ama la verità.» Lo stile cinematografico di Bergman si sviluppa durante le scene con disinvoltura, senza appesantire eccessivamente l'intreccio: Isak, e in parte anche il figlio Evald, sfoggiano durante la loro vita un'egoistica indifferenza e quasi disprezzo per le vite degli altri.
Ma basta un incubo (per Isak) o una notizia sorprendente (per Evald) per destabilizzare la loro fredda neutralità esistenziale e gettarli in un'angosciante crisi psico-mistica e a far loro provare un senso di nausea per come fino ad allora hanno vissuto. Solo l'affetto di chi li ama può salvarli dal tedio della solitudine. La domanda è: se Isak, ormai vecchio, può tranquillamente rifugiarsi nel ricordo dell'infanzia, del primo amore e del posto delle fragole, cosa può fare Evald, ancora giovane e perfino in attesa di un figlio non voluto che lo spaventa per le responsabilità che dovrà assumersi? La risposta è da trovare nel cuore del regista e della sua biografia: sono la speranza e l'amore le vie per superare la solitudine e la tristezza della vita. Il vecchio Isak tenterà di convincere il figlio a non fare i suoi stessi errori, ma sarà soprattutto Marianne, donna tenace e coraggiosa, a combattere l'egoismo mascherato da superbi principi del suocero e del marito.
Il tessuto narrativo è sorprendente, i salti di tono sono continui, oscillanti fra mondo onirico, realtà e ricordo, con i personaggi perfettamente calati da uno spazio all'altro, senza che questo fatto incida sulla continuità della storia..
Le parole con cui lo stesso Bergman commenta il film nei suoi scritti, riallacciandolo sempre alle sue esperienze autobiografiche con i genitori e introducendo sogni e incubi, limitano l’interpretazione a canoni per così dire psicanalitici. «Si è spesso parlato di Freud a proposito de Il posto delle fragole, letto da psichiatri e psicologi come un viaggio esemplare nelle fratture edipiche dell’inconscio». Nella sceneggiatura originale però la parola detta da Marianne nel dialogo in auto con Borg non è «psicanalista», ma «ciarlatano dello spirito», che Marianne afferma, insieme al «prete» di essere «di moda».
 In realtà i temi del racconto e la tecnica narrativa sono molto ampi: la riflessione esistenziale, la freddezza e l’aridità sentimentale, la nostalgia e il rimpianto della giovinezza, il rapporto con la natura e le stagioni della cultura svedese (i paesaggi, i fiori raccolti dai tre giovani per festeggiare il dottore), l’eredità letteraria di Marcel Proust e di Franz Kafka, di August Strindberg e di Henrik Ibsen, l’intreccio dei rimandi temporali, i passaggi tra sogni e realtà, la compresenza del racconto fuori campo e dei dialoghi diretti del protagonista, la compresenza dell'anziano Borg all’interno dei ricordi.
Nella seconda parte del film compare il desiderio di superare la visione negativa della vita. Irrompe la vitalità dei giovani autostoppisti e la ‘generosità’ affettuosa della giovane Sara. Nel finale il dott. Borg a letto sorride: ha ritrovato la serenità, l’accettazione del suo fallimento umano, la riconciliazione nell’affetto che gli viene dimostrato. «In questo modo Bergman trasforma la resa dei conti con il fantasma dell’affetto materno e paterno in qualcos’altro: il viaggio diventa la storia di una conversione 'perché il vecchio al termine dell’itinerario che si snoda attraverso il racconto, e alla fine dell’itinerario terreno, cambia atteggiamento nei confronti del prossimo rammaricandosi per il suo egoismo e per la sua freddezza'»
«ll risultato è un road movie alla ricerca del tempo perduto, una straordinaria fiaba drammatica sulla solitudine che dal punto di vista formale oscilla tra l'espressionismo onirico (l'incubo iniziale e quello del processo) e il naturalismo quotidiano. Solo alla fine il ritmo sincopato si distende e i sussulti d'angoscia si sciolgono in un sorriso sereno: e la vita mancata del protagonista si illumina attraverso le vite ancora possibili dei suoi giovani compagni di strada». Il dottor Borg reciterà a tavola per essi questi versi malinconici ed estatici:
ricerca ovunque senza avere mai riposo? 

Finito il dì ancor non l'ho trovato e resto sconsolato. 

La Sua presenza è indubbia ed io la sento 

in ogni fiore e in ogni spiga al vento. 

L'aria che io respiro e dà vigore 

del Suo Amore è piena. 
 
Nel vento dell'estate la Sua voce intendo»

## Accoglienza
Il film ha ricevuto recensioni molto positive in Svezia fin dalla sua uscita, soprattutto per la recitazione, sceneggiatura e fotografia
È stato tra i film che hanno consolidato la reputazione internazionale di Bergman, ma i critici americani non furono unanimi nelle loro lodi. Alcuni hanno trovato la sua storia incomprensibile. Sul The New York Times, Bosley Crowther ha lodato l'interpretazione di Sjöström, Thulin e Andersson ma ha scritto che il film è talmente sconcertante che ci chiediamo se lo stesso Bergman sapesse cosa stava provando a dire. In parte ciò è attribuibile alla qualità dei sottotitoli in inglese come lo stesso critico conferma, ma comunque lo giudica meno riuscito del «meravigliosamente poetico e allegorico Il settimo sigillo.»
:
In un'intervista del 1963 con la rivista Cinema, il regista Stanley Kubrick ha elencato il film come il suo secondo preferito di tutti i tempi, dopo I vitelloni di Federico Fellini del 1953.
Attualmente è considerato uno dei lavori maggiori di Bergman. Nel 2012, il film era giudicato al 63º posto nella classifica dei "Top 100 Greatest Films of All Time" di Sight & Sound. 
La sua sceneggiatura è stata elencata dal magazin britannico Total Film come una delle 50 migliori mai scritte.
Il film è stato incluso nella lista dei 100 migliori film stranieri dalla BBC.

### Accoglienza in Italia
In Italia il film subì alcune modifiche nei dialoghi, soprattutto quelli di natura religiosa: furono eliminati i commenti sarcastici del protagonista su un prete citato dalla nuora Marianne; fu modificato il riferimento esplicito di Viktor alla scelta di Anders di diventare prete; la frase di Sara durante il pranzo Ma come si può credere in Dio? fu sostituita da Ma perché si discute sempre di Dio?. L'affermazione di Sara sulla propria verginità fu trasformata in sfacciataggine.
Comunque gli ambienti cattolici furono tutt'altro che ostili nei confronti del film: «Il regista svedese Ingmar Bergman sviluppa brillantemente il viaggio interiore di un uomo dalla fitta del rimpianto e dell'ansia a un fresco senso di pace e riconciliazione, riassunte nelle immagini beate della sua felice giovinezza. Uno dei grandi film sulla vecchiaia che tocca accordi universali nello spettatore maturo. Il film fu infatti ampiamente proiettato nei Cineforum.
Il regista fu sentito come «capace di coniugare i tormenti del corpo con le angosce dell’anima, fisica e metafisica, sesso e amore, psicoanalisi e religiosità, era il percorso privilegiato per recuperare una idea di cinema e di impegno culturale che non fosse troppo debitrice dell’ortodossia cattolica ma contemporaneamente rivendicasse la centralità di temi ‘spirituali’. Una specie di passaporto verso la libertà di pensiero all’interno di una ben precisa scelta di campo».

## Influenze
Il posto delle fragole ha influenzato Woody Allen in alcuni suoi film: Stardust Memories (1980), Un'altra donna (1988), Crimini e misfatti (1989) e Harry a pezzi (1997). In  Stardust Memories, la trama del film è simile in quanto il protagonista, il regista Sandy Bates (Woody Allen), sta assistendo a una proiezione dei suoi film, mentre ricorda, con flashback e sequenze oniriche, e riflette sulla sua vita e sulle relazioni passate. In Another Woman, la protagonista del film, Marion Post (Gena Rowlands), è anche accusata da amici e parenti di essere fredda e insensibile, così riesamina il proprio passato e i propri demoni attraverso diverse sequenze di sogni e flashback.. In Crimini e misfatti, Allen ha fatto riferimento alla scena in cui Isak guarda la sua famiglia cenare. In Harry a pezzi, la trama (un accademico in un lungo viaggio per ricevere un premio onorario dalla sua vecchia università, riflette sulle esperienze della sua vita) e le sequenze di sogni rispecchiano essenzialmente quelle del film di Bergman.

## Riconoscimenti
Il film ha ricevuto molti riconoscimenti:
- 1958 - Mostra internazionale d'arte cinematografica
  - Premio della critica
- 1958 - Festival internazionale del cinema di Berlino
  - Premio FIPRESCI a Victor Sjöström, alla carriera e alla sua interpretazione nel film
  - Orso d'oro al Festival di Berlino nel 1958 a Ingmar Bergman
- 1959 - National Board of Review
  - Miglior film straniero
  - Miglior attore (Victor Sjöström)
- 1959 - Premio Bodil
  - Miglior film europeo
- 1959 - Festival internazionale del cinema di Mar del Plata
  - Migliore attore (Victor Sjöström)
  - Migliore film
- 1960 - Premio Oscar
  - Candidatura all'Oscar alla migliore sceneggiatura originale[34][35]
- 1960 - Golden Globe
  - Migliore film straniero (a pari merito con Orfeo negro, La chiave, Il ponte, Finalmente l'alba)
- 1960 - Nastro d'argento
  - Nastro d'argento al regista del miglior film straniero
- 1963 - Kinema Junpo Awards
  - Migliore film straniero